# Balls to the Wall
„Balls to the Wall“ (на български: Топки към стената) е петият студиен албум на германската хевиметъл група Аксепт. В Германия е издаден в края на 1983 година но в другите държави (САЩ, Великобритания) е пуснат през следващата година. Това е най-популярния, успешен и в комерсиално отношение албум на групата, продавайки се в около 2 000 000 копия по света. Това е и единственото произведение на Аксепт, което достига статус на „Златен албум“ за САЩ, продавайки се в над 500 000 копия за територията на страната.
Водещият сингъл от албума, едноименната песен „Balls to the Wall“ се превръща в запазена марка за звученето на групата и световен еталон за стила хевиметъл. Албумът е включен на 32-ра позиция в класацията на Metal-Rules.com – „Топ 100 Хевиметъл албуми“.

## Списък на песните
1. „Balls to the Wall“ (5:50)
2. „London Leatherboys“ (3:57)
3. „Fight It Back“ (3:30)
4. „Head over Heels“ (4:19)
5. „Losing More Than You've Ever Had“ (5:04)
6. „Love Child“ (3:35)
7. „Turn Me On“ (5:12)
8. „Losers and Winners“ (4:19)
9. „Guardian of the Night“ (4:25)
10. „Winter Dreams“ (4:45)

## Музиканти
- Удо Диркшнайдер – вокали
- Херман Франк – китари
- Волф Хофман – китари
- Петер Балтес – бас
- Щефан Кауфман – барабани

## Комерсиални Класации
Албуми – Билборд (Северна Америка)
| Година | Класации    | Позиция |
| ------ | ----------- | ------- |
| 1984   | Билборд 200 | 74      |